# Estadio José Ángel "Lito" Monge
El Estadio Municipal José Ángel "Lito" Monge es un pequeño estadio de fútbol. Está ubicado en la ciudad de Curridabat, en el cantón del mismo nombre, en San José, Costa Rica.
Actualmente es la sede de los juegos de local de la
Curridabat FC, que participa en la Segunda División.

## Características
Su capacidad es estimada en apenas 2000 aficionados. El nombre se atribuye a José Ángel Monge, vecino que colaboró con donar el terreno y con la construcción de este inmueble en 1977.
El recinto ha sido utilizado históricamente por clubes de la Segunda División y brevemente por la Primera División de Costa Rica. Actualmente es utilizado básicamente por equipos locales del fútbol aficionado (Primera División de LINAFA), y es la sede del Curridabat FC desde 2016.
Fue sede de la AD Municipal Currridabat (hoy desaparecido), club que lo utilizó en sus juegos de Primera División
en las temporadas 1985 y 1987. En fechas más recientes, ha sido utilizado por la A.D. Valencia, equipo que juega en LINAFA.
Después de décadas de abandono y sub-utilización, el estadio fue sometido a intensas mejoras por parte del Gobierno de la República, con motivo de los Juegos Deportivos Nacionales de 2012.

En julio de 2013, fue utilizado para algunos encuentros del Torneo de Copa.